# Temeš
Temeš és un poble i municipi d'Eslovàquia que es troba a la regió de Trenčín. La primera menció escrita de la vila es remunta al 1332.

## Demografia
| Godina             | 1994 | 2004    | 2014    | 2024    |
| ------------------ | ---- | ------- | ------- | ------- |
| Nombre de persones | 324  | 289     | 234     | 189     |
| Diferència         |      | −10,80% | −19,03% | −19,23% |

| Godina             | 2023 | 2024   |
| ------------------ | ---- | ------ |
| Nombre de persones | 198  | 189    |
| Diferència         |      | −4,54% |